# Ipconfig
 Trong máy tính, ipconfig (Internet protocol configuration) là một ứng dụng bảng điều khiển của một số hệ điều hành hiển thị tất cả các giá trị cấu hình mạng TCP/IP hiện tại và có thể sửa đổi cài đặt Giao thức cấu hình máy chủ động (DHCP) và Hệ thống tên miền (DNS).